# Боярка (притока Гуйви)
Боярка — річка в Україні, в Бердичівському (раніше — Андрушівському) та Житомирському районах Житомирської області. Ліва притока Гуйви (басейн Тетерева).

## Опис
Довжина 20 км, похил річки — 1,6 м/км, площа басейну 112 км², відстань від гирла основної річки до місця впадіння — 41 км.
Починається на заході від села Великих Мошківців. Тече на північний схід у межах сіл Глинівці, Антопіль, Леонівка та Нова Котельня. На околиці села Волосів впадає в річку Гуйву, праву притоку Тетерева.